# Anna Thomson
Anna Kluger Levine (hivatalosan: Anna Levine) (New York, 1953. szeptember 18. –) amerikai színésznő. Egyes filmjeiben Anna Levine Thompson vagy Anna Thomson néven szerepel a stáblistán.

## Élete
Anna Thomsont örökbe fogadták nevelőszülei, majd New Yorkban és Franciaországban nevelték fel. Balett-táncosként dolgozott, mielőtt színésznő lett. 
Számos filmben és televíziós produkciókban szerepelt. Játszott többek közt Clint Eastwood Oscar-díjas Nincs bocsánat című filmjében vagy az 1994-es A hollóban. Amos Kollek rendező több filmjében is feltűnt és számos televíziós produkcióban is látható volt, például a The Tracey Ullman Show című műsorban. 2012-től visszavonult a színészettől.

## Filmográfia
| Év   | Magyar cím                                              | Eredeti cím                         | Szerep                     | Magyar hang     |
| ---- | ------------------------------------------------------- | ----------------------------------- | -------------------------- | --------------- |
| 1969 |                                                         | La horripilante bestia humana       | Elena Gómez birkózó        |                 |
| 1979 |                                                         | Night-Flowers                       | Sandy                      |                 |
| 1980 | A mennyország kapuja                                    | Heaven's Gate                       | kicsi Dot                  |                 |
| 1984 | Az alvilág pápája                                       | The Pope of Greenwich Village       | pincérnő a Country Inn-ben |                 |
| 1984 | Mária szerelmei                                         | Maria's Lovers                      | Kathy                      |                 |
| 1985 | Kétségbeesve keresem Susant                             | Desperately Seeking Susan           | Crystal                    | Biró Anikó      |
| 1985 | Murphy románca                                          | Murphy's Romance                    | Wanda                      |                 |
| 1986 | Lőtávolban                                              | At Close Range                      | táncos                     |                 |
| 1986 | Valami vadság                                           | Something Wild                      | nő az ablakban             | Andresz Kati    |
| 1987 | Végzetes vonzerő                                        | Fatal Attraction                    | titkárnő                   |                 |
| 1987 | Tőzsdecápák                                             | Wall Street                         | nő a liftben               |                 |
| 1987 | Leonard, a titkosügynök                                 | Leonard Part 6                      | Carvalho nővér             |                 |
| 1988 | Bird – Charlie Parker élete                             | Bird                                | Audrey                     |                 |
| 1988 | Hívd a rádiót!                                          | Talk Radio                          | Denise                     |                 |
| 1988 |                                                         | White Hot                           | Heather                    |                 |
| 1989 | Warlock                                                 | Warlock                             | lelkész felesége           |                 |
| 1990 | Júlia néni és a tollnok – avagy mindennap új folytatás! | Tune in Tomorrow...                 | Faith Hope                 |                 |
| 1992 | Cikk-cakk                                               | CrissCross                          | Monica                     |                 |
| 1992 | Nincs bocsánat                                          | Unforgiven                          | Delilah Fitzgerald         | Némedi Mari     |
| 1993 | Tiszta románc                                           | True Romance                        | Lucy                       |                 |
| 1994 | A holló                                                 | The Crow                            | Darla Mohr                 | Vennes Emmy     |
| 1994 | Két fivér egy zsákban                                   | Hand Gun                            | Laura                      | Fazekas Andrea  |
| 1994 | Szabadnapos baba                                        | Baby's Day Out                      | Mrs. McCray                |                 |
| 1995 |                                                         | Angela                              | Mae                        |                 |
| 1995 | Bad Boys – Mire jók a rosszfiúk?                        | Bad Boys                            | Francine                   | Závodszky Noémi |
| 1995 | Bad Boys – Mire jók a rosszfiúk?                        | Bad Boys                            | Francine                   | Biró Anikó      |
| 1995 |                                                         | Cafe Society                        | Erica Steele               |                 |
| 1995 | Piások                                                  | Drunks                              | Tanya                      |                 |
| 1995 | Kerek világ                                             | Angus                               | April Thomas               |                 |
| 1995 |                                                         | Other Voices, Other Rooms           | Amy Skully                 |                 |
| 1996 | Én lőttem le Andy Warholt                               | I Shot Andy Warhol                  | Iris                       |                 |
| 1996 | Halott lány                                             | Dead Girl                           | recepciós                  |                 |
| 1997 | Hat gyilkosság egy nap                                  | Six Ways to Sunday                  | Annibelle                  |                 |
| 1997 | Sue                                                     | Sue Lost in Manhattan               | Sue                        | Fehér Anna      |
| 1997 |                                                         | Trouble on the Corner               | hentes felesége            |                 |
| 1998 | Fiatal és kegyetlen                                     | Jaded                               | Alexandra "Alex" Arnold    |                 |
| 1998 |                                                         | Fiona                               | Fiona                      |                 |
| 1999 |                                                         | Stringer                            | Ashley                     |                 |
| 2000 |                                                         | The Intern                          | Anoinette De la Paix       |                 |
| 2000 | Vízcseppek a forró kövön                                | Gouttes d'eau sur pierres brûlantes | Véra                       | Nyakó Juli      |
| 2000 | Gyorsbüfék, gyors nők                                   | Fast Food Fast Women                | Bella                      | Für Anikó       |
| 2002 |                                                         | Bridget                             | Bridget                    |                 |
| 2002 |                                                         | Mr. Smith Gets a Hustler            | Doreen                     |                 |
| 2009 |                                                         | American Widow                      | követő nő                  |                 |

### Televízió
| Év        | Magyar cím                         | Eredeti cím                              | Szerep            | Megjegyzések |
| --------- | ---------------------------------- | ---------------------------------------- | ----------------- | ------------ |
| 1975      |                                    | Beacon Hill                              | Doreen Gallagher  | 1 epizód     |
| 1979–1994 |                                    | Great Performances                       | Carter            | 2 epizód     |
| 1980      |                                    | Playing for Time                         | Michou            | tévéfilm     |
| 1982      |                                    | Life of the Party: The Story of Beatrice | Janie             | tévéfilm     |
| 1986–1987 |                                    | The Colbys                               | Anna Rostov       | 9 epizód     |
| 1987      |                                    | Alive from Off Center                    | ismeretlen szerep | 1 epizód     |
| 1988–1989 |                                    | The Tracey Ullman Show                   | több szereplő     | 15 epizód    |
| 1990      |                                    | Tattingers                               | Marti             | 1 epizód     |
| 1991      | Az asszony, akit Jackie-nek hívtak | A Woman Named Jackie                     | Ilona             | 3 epizód     |
| 1991      |                                    | Dead in the Water                        | Edie Meyers       | tévéfilm     |
| 1992      |                                    | I'll Fly Away                            | ismeretlen szerep | 1 epizód     |
| 1994      |                                    | Hardcore TV                              | Cindy             | 1 epizód     |
| 1994      | Vérbeli menet                      | Blood Run                                | Tanya Borgman     | tévéfilm     |

## Fordítás
Ez a szócikk részben vagy egészben  az   Anna Thomson című angol Wikipédia-szócikk fordításán alapul.  Az eredeti cikk szerkesztőit annak laptörténete sorolja fel. Ez a jelzés csupán a megfogalmazás eredetét és a szerzői jogokat jelzi, nem szolgál a cikkben szereplő információk forrásmegjelöléseként.